# Àcid esteàric
L'àcid octadecanoic (anomenat també, de forma no sistemàtica, àcid esteàric) és un àcid carboxílic de cadena lineal amb divuit àtoms de carboni, la qual fórmula molecular és {\displaystyle {\ce {C18H36O2}}}. En bioquímica és considerat un àcid gras, i se simbolitza per C18:0.

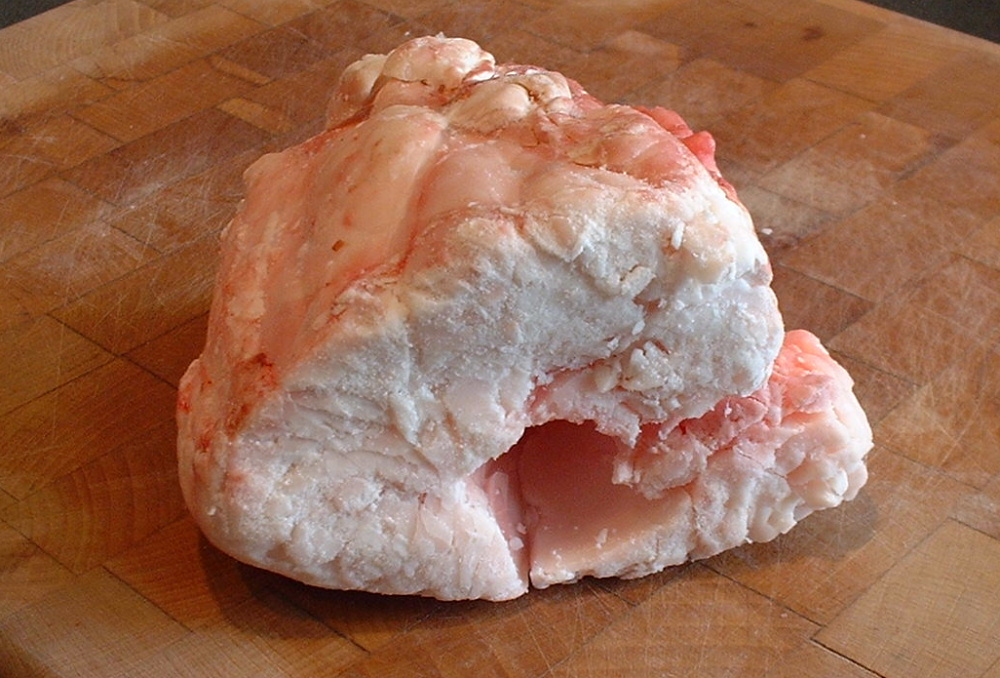
Sèu

L'àcid octadecanoic a temperatura ambient és un sòlid de color blanc, d'olor suau, que fon a 69,6 °C. A només 5 mm de Hg de pressió bull a 213 °C. La seva densitat és de 0,8390 g/cm³ entre 4 °C i 80 °C, i el seu índex de refracció val 1,4337 a 70 °C. És insoluble en aigua i soluble en etanol i dietilèter. L'estructura cristal·lina de la fase sòlida correspon al sistema monoclínic i pertany al grup espacial P21/c, i la seva cel·la elemental té els següents valors: a = 39,9897 Å, b = 4,9601 Å, c = 9,3538 Å, α = 90°, β = 95.0049° i γ = 90°.
L'àcid octadecanoic fou aïllat i identificat pel químic francès Michel Eugène Chevreul (1786-1889) l'any 1816 i l'anomenà posteriorment àcid esteàric, a partir del mot grec στέαρ, 'greix', ja que fou del greix dels animals d'on l'aïllaren. A la natura és molt més abundant en greixos animals que en greixos vegetals. La mantega de llavor i el sèu sovint en contenen fins al 30 %. Es prepara tractant el greix animal amb aigua a unes condicions altes de pressió i temperatura. També es pot obtenir de la hidrogenació dels olis vegetals. Algunes de les seves sals funcionen com a tensioactius (principalment de sodi i potassi). És molt utilitzat en la fabricació d'espelmes, sabons i cosmètics.